# 長崎市立畝刈小学校
長崎市立畝刈小学校（ながさきしりつ あぜかりしょうがっこう、Nagasaki City Azekari Elementary School）は、長崎県長崎市
京泊にある公立小学校。

## 概要
歴史
1874年（明治7年）に発足した「第五大学区第一中学畝刈分校」を前身とする。2014年（平成26年）に創立140周年を迎える。
教育目標
「平和を愛し、心身共に健康で、意欲的に学習し、温かみのある子どもの育成に努める」
校章
太陽、山、木を背景に校名の「畝」の文字を配している。
校歌
1967年（昭和42年）2月に制定。
校区
長崎市立三重中学校区。

## 沿革
前史
- 1872年（明治5年） - 熱田神宮職が開塾し、漢書・習字の二科を教授。

正史
- 1874年（明治7年）3月 - 学制の公布により、「第五大学区第一中学畝刈分校」が開校。
- 1893年（明治26年） - 「畝刈尋常小学校」に改称。後に高等科を併置し、「畝刈尋常高等小学校」となる。
- 1911年（明治45年）3月 - 畝刈農業補習学校を併置。
- 1916年（大正5年）4月 - 畝刈農業補習学校を畝刈実業補習学校と改称。
- 1935年（昭和10年）4月 - 青年学校令により、畝刈実業補習学校を畝刈青年学校と改称。
- 1941年（昭和16年）4月1日 - 国民学校令により、「三重村畝刈国民学校」と改称。初等科（6ヶ年）と高等科（2ヶ年）を設置。
- 1947年（昭和22年）4月1日 - 学制改革（六・三制の実施）が行われる。
  - 畝刈国民学校の初等科（6ヶ年）が改組され、「三重村立畝刈小学校」が発足。
  - 畝刈国民学校の高等科（2ヶ年）と青年学校が改組され、三重村立畝刈中学校（新制中学校）が発足。当面の間、畝刈小学校（旧・国民学校）に併設される。
- 1950年（昭和25年）4月 - 畝刈中学校が三重中学校に統合されたため、畝刈中学校との併設が解消され、小学校単独校となる。
- 1963年（昭和38年）1月 - 完全給食を開始。
- 1967年（昭和42年）2月 - 校歌を制定。
- 1973年（昭和48年）3月31日 - 三重村が長崎市へ編入され、「長崎市立畝刈小学校」（現校名）と改称。

## 学校行事
- 運動会は春（5月）に行われている。

## アクセス
- 最寄りのバス停
  - 長崎バス「弁天」
- 最寄りの国道
  - 国道202号

## 周辺
- 長崎漁港
- 長崎市立三重中学校
- 多以良川

## 関連事項
- 長崎県小学校一覧